# Ню-Роден
Ню-Роден (нід. Nieuw-Roden) — село в нідерландській провінції Дренте. Входить до муніципалітету Норденвелд. Фактично є західним передмістям Родена.
Його площа становить 1,04 км², а населення станом на 2021 рік складало 1 260 осіб.